# Mama mariae
Mama mariae är en stekelart som beskrevs av Sergey A. Belokobylskij 2000. Mama mariae ingår i släktet Mama och familjen bracksteklar. Inga underarter finns listade i Catalogue of Life.